# Within the Woods
Série
Evil Dead
(1981)
Pour plus de détails, voir Fiche technique et Distribution.
Within the Woods est un moyen métrage américain réalisé par Sam Raimi en 1978.
Il s'agit d'une production réalisée par Raimi dans le but de montrer le concept et faire financer la production de son film d'horreur Evil Dead. Il est donc à l'origine de la naissance de la franchise.

## Synopsis
Bruce, Ellen, Scotty et Shelley passent un week-end dans une ferme tout près du Tennessee.
Scotty joue aux jeux de société avec Shelley pendant que Bruce et Ellen campent dans la forêt autour de la ferme.
Au moment même où Bruce déterre un poignard maudit, celui-ci libère une malédiction qui va s'abattre sur nos quatre vacanciers.
Bruce va alors se muer en un horrible mort-vivant puis il va attaquer ses amis, causant un véritable massacre.

## Commentaires
Within the Woods est le court-métrage qui a permis à Sam Raimi de réaliser Evil Dead, d'ailleurs le court-métrage n'a jamais vu le jour ni en DVD ni en VHS.

## Fiche technique
- Titre : Within the Woods
- Titre original : Within the Woods
- Réalisation : Sam Raimi
- Scénario : Sam Raimi
- Production : Robert G. Tapert
- Budget : 1600 $
- Effets spéciaux : Tom Sullivan
- Pays de production : États-Unis
- Format : Couleur - Mono - Super 8
- Genre : Horreur
- Durée : 32 minutes[1]

## Distribution
- Bruce Campbell : Bruce
- Ellen Sandweiss : Ellen
- Scott Spiegel : Scotty
- Mary Valenti : Shelley

## Équipe de tournage
- Doug Sills
- Ted Raimi
- Tim Hunter

## Autour du film
- Avant Within the Woods, Sam Raimi avait déjà réalisé deux courts-métrages, It's Murder ! (1977) et Clockwork (1979).
- Sam Raimi s'est entouré de ses amis Robert G. Tapert et Bruce Campbell pour ce film.
- Le tournage s'est déroulé dans la ferme de la famille de Robert G. Tapert.
- La seule projection publique sera en seconde partie du Rocky Horror Picture Show dans un cinéma de Détroit[2].
- Grâce à ce court-métrage, Sam Raimi a réussi à convaincre les financiers de Within the Woods de financer Evil Dead.
- Bruce Campbell a déclaré que Within the Woods ne sortira pas en meilleure qualité mais que la vieille copie pirate VHS est disponible en téléchargement. Cependant, grâce à un fan pur et dur, il existe une meilleure version du film désormais disponible sur Internet.